# 脸书的审查制度
这篇文章是关于脸书本身的审查。 有关政府和组织对脸书的审查，请参阅对脸书的审查。
脸书曾卷入多项争议，涉及内容审查，删除或省略其服务中的信息，以遵守公司政策，法律要求和政府审查法律。

## 反移民言论
在德国，脸书积极审查反移民言论，声称他们正在更严格地审查帖子，并利用法律意见和语言专家来确定用户的评论是否违反了德国法律。
2016年5月，脸书和其他科技公司同意欧盟委员会在收到通知后24小时内审查仇恨在线内容，并在必要时删除这些内容。一年后，路透社报道称，欧盟已批准提案，要求脸书和其他科技公司解决其平台上的仇恨言论内容，但需要欧洲议会达成最终协议，才能使这些提案成为法律。2017年6月，欧盟委员会赞扬了脸书在打击仇恨内容方面的努力，审查了"近58%的标记内容在24小时内"。

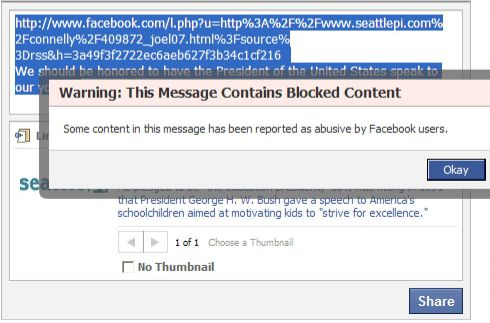
当互联网用户试图在脸书上查看被审查或阻止的内容时出现的警告框（自2009年起）

## “亵渎性”内容
脸书与巴基斯坦政府合作审查巴基斯坦境内的"诽谤"页面和言论，2014年下半年审查了54个帖子。

## 在线新闻法案和加拿大野火
本节摘自2023年加拿大野火条目中“脸书屏蔽野火新闻报道”部分。
为了回应《在线新闻法》，Meta（脸书的所有者）于2023年8月初开始阻止加拿大用户访问新闻网站。这也延伸到加拿大当地有关野火的新闻报道，这一决定受到特鲁多，当地政府官员，学者，研究人员和撤离者的严厉批评。特鲁多指责脸书"将企业利润置于人们的安全之上"，不列颠哥伦比亚省省长戴维·伊比也表达了类似的观点。
逃离西北地区野火的撤离者描述了他们试图分享新闻所面临的困难（由于该地区已经"野蛮"的媒体格局而变得更糟），因为许多人依靠脸书来传达他们的情况。黄刀镇小屋电台的奥利·威廉姆斯表示，用户不得不发布新闻报道的截图，因为直接发布新闻将导致链接被封锁。
Meta回应了这些批评，称加拿大人"可以继续使用我们的技术与他们的社区联系，并从官方政府机构，紧急服务和非政府组织获取信誉良好的信息"，并鼓励他们使用脸书的安全检查功能。

## 竞争社交网络
2018年10月，脸书及其旗下的消息应用程序据称屏蔽了一个名为“思想”的竞争平台的网址链接。用户抱怨脸书将脸书竞争对手的链接标记为"不安全"，并且必须填写验证码才能与其他用户共享。 2015年，脸书被指控以类似的方式禁止竞争对手图苏平台。

## 保守派新闻
2016年5月，一名前员工指责脸书在趋势栏中遗漏了保守的话题。虽然脸书否认了这些指控，但该网站计划改善趋势栏。
2018年8月，脸书删除了普拉格大学发布的视频。 脸书后来推翻了决定，恢复了普拉格大学内容，称普拉格大学内容被错误地报告有仇恨言论。
随着保守派在脸书上得不到中立待遇的认识,出现了替代性的社交媒体平台。这种看法导致了对脸书的信任度下降，那些认为自己保守的人减少了使用。
2020年7月，国会议员马特·盖茨对脸书提出刑事转介，理由是普罗吉特真相组织提供的证据表明，脸书首席执行官马克·扎克伯格在2018年4月的听证会上宣誓时向国会做出了重大虚假陈述。国会议员盖茨声称提供的证据表明扎克伯格关于该网站没有对保守言论进行偏见的说法是错误的。

## 新冠疫苗
脸书涉嫌审查与新冠肺炎疫苗相关的多个帖子。 据悉,脸书在2020年10月删除了新冠肺炎疫苗迫在眉睫的主张。2021年11月2日，《英国医学杂志》发表了一篇记者保罗·D撰写的文章。 萨克声称，文塔维亚·1是参与辉瑞疫苗第三阶段评估试验的公司之一，其"实践不佳"。《英国医学杂志》向马克·扎克伯格发送了一封公开信，解释说:"从11月10日开始，读者在试图分享我们的文章时开始报告各种问题。 一些人报告说，他们无法分享。 许多其他人报告说，他们的帖子被标记为"失踪上下文"。 独立的事实核查人员说，这些信息可能会误导人们。 脸书告知那些试图发布这篇文章的人，那些反复分享"虚假信息"的人可能会在脸书的新闻动态中降低他们的帖子。 分享这篇文章的群管理员收到了来自脸书的消息，通知他们这些帖子"部分虚假"。 读者被引导到脸书承包商“领先故事”进行的"事实检查"。

## 脸书的批评
另见: 对脸书的批评
报纸经常报道一些用户的故事，他们声称自己在脸书上因批评脸书本身而受到审查，他们的帖子被删除或变得不那么明显。 例子包括2019年的伊丽莎白·沃伦和2016年的罗特姆·施塔克曼。
脸书拥有监控特定术语和关键字的系统，并触发自动或半自动操作。在媒体报道和诉讼的背景下，脸书前主持人克里斯·格雷声称存在特定的规则来监控并有时针对有关脸书的帖子，这些帖子是反脸书的，或者批评脸书采取某些行动， 例如，匹配关键字"脸书"或"删除脸书"。

## 对以色列政府的批评
另见: 对以色列的批评
脸书被指控审查批评以色列和支持巴勒斯坦的信息。 在2021年谢赫·贾拉争议期间，脸书被指控删除了数百个批评以色列的帖子。脸书高级官员为审查亲巴勒斯坦的声音向巴勒斯坦总理道歉。
半岛电视台阿拉伯语节目主持人塔梅尔·阿尔米沙勒在节目"冰山一角"播出调查Meta对巴勒斯坦内容进行审查后24小时被Meta删除了他的脸书个人资料。 该计划的调查，包括以色列前网络安全机构负责人埃里克·巴尔宾承认他的组织根据包括"喜欢"被以色列军队杀害的巴勒斯坦人的照片在内的标准追踪巴勒斯坦内容的努力。
人权观察发布了一份报告"梅塔的破碎承诺: 在英斯特格拉姆和脸书上对巴勒斯坦内容的系统审查"，于2023年12月展示了压制受保护的言论和内容以支持巴勒斯坦民族主义的模式。同样在2023年12月，伊丽莎白·沃伦写了一封信给梅塔，要求提供有关加沙内容审核的详细信息。 在回应之后，伯尼·桑德斯在一封后续信中加入了沃伦，要求获得更全面的答案。 2024年2月的一份报告详细说明了巴勒斯坦记者和倡导者在脸书上的审查，包括删除侵犯人权的文件。
2024年，Meta限制使用🔻，向下指向红色三角表情符号，内部政策称表情符号是支持哈马斯的代表。

## 搜索功能
脸书的搜索功能被指控阻止用户搜索某些术语。 科技博客网站《科技邦》的创始人迈克尔·阿灵顿曾写道，脸书可能会对“罗恩·保罗”这个词进行审查。由“动起来”发起的反对侵犯隐私的脸书抗议小组，可能会在一段时间内无法通过搜索功能找到。 隐私这个词也受到了限制。

## 图像审查
脸书的政策是删除他们认为违反网站条款和条件的照片。 图片已从用户页面中删除，主题包括母乳喂养，艺术裸体，明显的乳房（包括复活节模拟蛋糕上的圆形杏仁糖球），裸体人体模型，同性之间的亲吻和家庭照片。
脸书表示，它不会审查绘画和雕塑（但不会审查摄影）中的裸体本身（没有性活动）。 2011年，脸书发言人西蒙·阿克斯顿（表示:"我们不审查艺术，也不打算审查艺术。"尽管如此，它经常审查脸书上发布的艺术图像，包括: 维伦多夫的维纳斯，公元前28,000-25,000年，自然历史博物馆（维也纳）;詹博洛尼亚的海王星青铜雕像（1560年代），博洛尼亚的象征;卡拉瓦乔的绘画爱征服一切，柏林，美术馆（2016），爱德华·埃里克 这是丹麦拍摄最多的艺术品。最著名的案例是法国教育家弗雷德里克·杜兰，他的帐户被"毫无警告"地删除，因为他发布了古斯塔夫·库尔贝的绘画"世界的起源"（1886年）。 经过七年的审议，法国法院对脸书做出了裁决，尽管它没有给予杜兰任何损害赔偿。 艺术史学家鲁本·C。 科尔多瓦的帐户被"永久删除"后，他发布了16张约翰·德安德烈亚的超现实主义自画像雕塑（1980年），在大都会艺术博物馆的展览"喜欢生活:雕塑，颜色和身体"中展出，尽管他的帐户最终被恢复。
2019年，脸书邀请了20位艺术家和策展人讨论对脸书和英斯特格拉姆指导方针的"重新审议"，但三年后，艺术家认为没有任何改善。 此外，一些艺术家收到"成人性征集"通知，而不是"裸体"违规，这意味着"艺术家现在不仅试图捍卫他们的主题，而且他们的实践的前提。"
出于对社交媒体审查的失望，维也纳的几家博物馆联合起来在OnlyFans上开设了一个帐户，该帐户专门用于成人内容。 维也纳旅游局在一份声明中说:"维也纳及其艺术机构是这一新谨慎浪潮的牺牲品之一，裸体雕像和著名艺术品被列入社交媒体指南黑名单，屡犯者甚至发现他们的账户被暂时停用。 在这些平台上没有明确的指导方针，也没有押韵或理由，关于什么裸体被认为是"令人反感的"，什么裸体不是。"
2016年9月，挪威作家汤姆·埃格兰在他的脸书页面上发布了尼克·乌特的标志性凝固汽油弹女孩照片，作为战争时期标志性照片列表的一部分。 他因发布"裸体儿童的照片"而被禁。 几周后，报纸《阿芬波森》在禁止尼克·乌特拍摄的普利策奖获奖纪录片《凝固汽油弹女孩》后，发表了一封致扎克伯格的公开信。挪威政府一半的部长在他们的脸书页面上分享了著名的尼克·乌特照片，其中包括来自保守党（霍耶尔）的首相埃尔娜·索尔贝格。 但是仅仅几个小时后，包括总理帖子在内的几条脸书帖子就被脸书删除了。
作为对这封信的反应，脸书重新考虑了对这张图片的看法并重新发布，承认"这张图片在记录特定时刻的历史和全球重要性"。

### 母乳喂养照片
脸书因删除母乳喂养婴儿的母亲上传的照片而多次受到批评。虽然显示乳房裸露的照片违反了脸书的体面准则，但即使婴儿覆盖了乳头，照片也被删除。
在公众抗议和名为"嘿，脸书，母乳喂养不是淫秽！"的脸书团体成员人数增加之后，母乳喂养照片争议仍在继续。2011年12月，脸书删除了母亲母乳喂养的照片，并在公开批评后恢复了这些照片。 该公司表示，它删除了他们认为违反公司条款和条件中的色情规则的照片。2012年2月，该公司更新了删除母乳喂养母亲照片的政策。脸书组织"尊重乳房"的创始人表示，"女性说，她们厌倦了人们抨击自然的东西以及他们认为对孩子健康的东西。"

## 审查编辑内容
2010年2月4日，一些反对香港民建联（民建联）的脸书团体被无缘无故地删除。民建联是香港最大的亲北京政党之一。 受影响的群体已经恢复。

## 对克什米尔自由运动的审查
2016年，脸书禁止并删除了有关克什米尔争端的内容，引发了卫报，英国广播公司和其他媒体团体对脸书的审查政策的回应。脸书的审查政策一直受到批评，特别是在该公司禁止有关印度军队使用弹丸枪袭击抗议者（包括儿童）的帖子之后。一个人权组织将类似克什米尔人的颗粒伤害叠加在受欢迎的印度演员脸上，包括脸书创始人马克扎克伯格甚至总理纳伦德拉莫迪在内的名人脸上，作为回应，这种伤害传播开来。

## 对库尔德反对派的审查
脸书的政策是审查与库尔德人反对土耳其的任何内容，例如库尔德斯坦地图，库尔德武装团体的旗帜（如库尔德工人党和人民保卫部队），以及对土耳其创始人穆斯塔法·凯末尔·阿塔图尔克的批评。

## 符合美国外交政策的审查
2021年10月，《拦截》网站发现了由脸书维护的"危险个人和组织"的秘密黑名单，该黑名单显示中东和北非地区的审查制度比美国更严格。 批评家和学者认为该黑名单和指南抑制了自由讨论。 以及执行规则的不均衡执行。

## 另请参见
对脸书的批评
谷歌的审查
苹果公司的审查
涉及社交网络服务的问题